# Hermann Barrenscheen
Hermann Barrenscheen (* 2. Mai 1882 in Zürich; † 20. April 1953 in Gentilino, Bezirk Lugano) war ein Schweizer Maler und zeitweilig Konzert- und Opernsänger.

## Leben

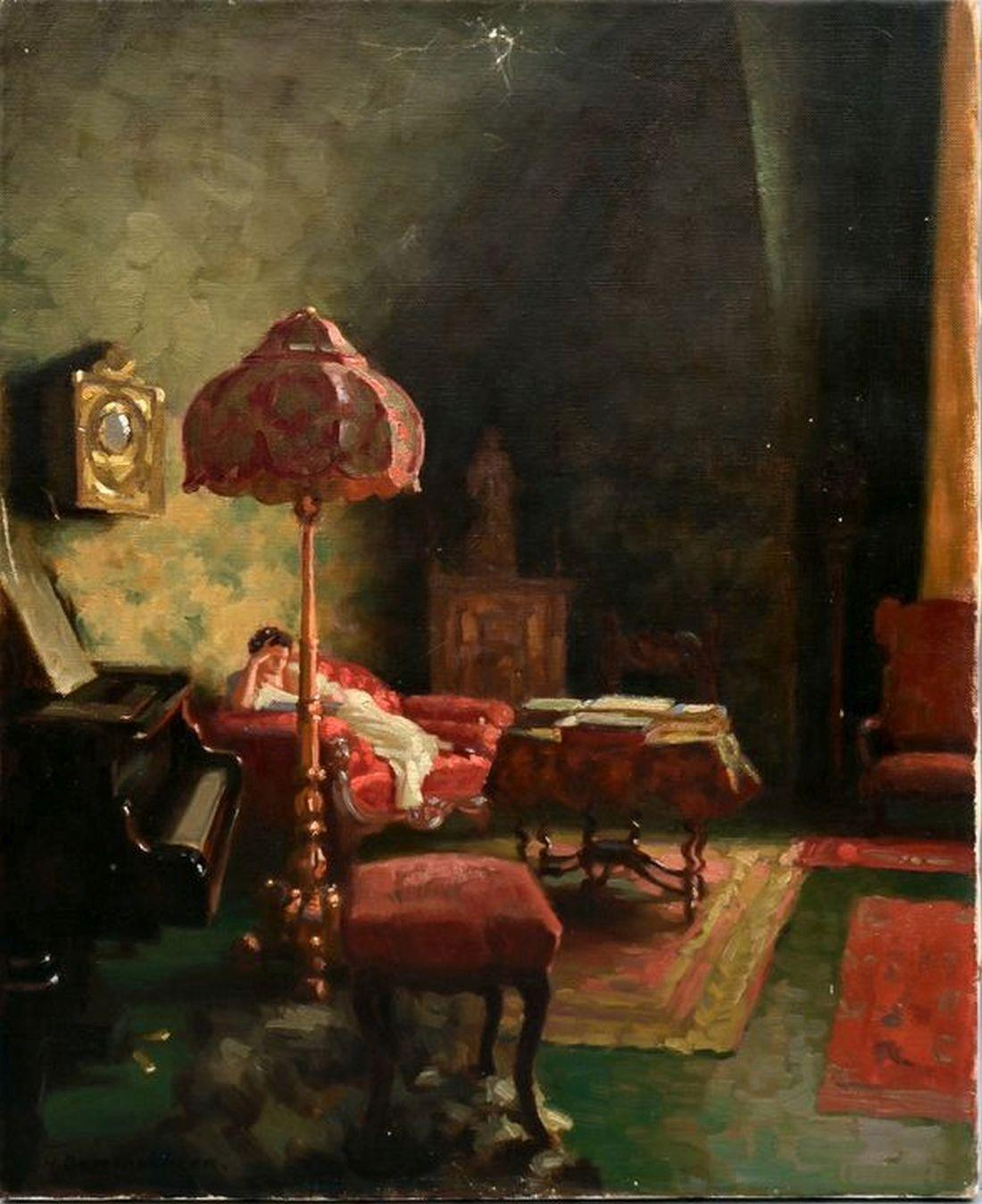
Interieur mit lesender Frau auf Kanapee; Öl auf Leinwand

Barrenscheen gilt als Autodidakt. Als Jugendlicher zeichnete er nach Aufträgen kleine Porträts. Wegen der Erkrankung des Vaters musste Barrenscheen die Familie mitversorgen, gründete als 18-Jähriger eine Malschule und gab dort bis zu 21 Schülern Unterricht.
Zwischen 1897 und 1900 studierte er an der Kunstgewerbeschule in Zürich bei Hans Wildermuth. Von 1900 bis 1903 war er Schüler von Martin Feuerstein und Ludwig von Löfftz an der Akademie der bildenden Künste in München. Zwischen 1903 und 1905 studierte er in Wien als Meisterschüler von Franz Rumpler. Zwischen 1907 und 1911 hielt er sich wieder in Zürich auf, bevor er nach München zog, wo er bis 1937 blieb; ab 1927 wohnte er in der damals noch selbständigen Vorortgemeinde Solln. Dort wurde er rasch zu einem gefragten Porträtmaler der Münchner Gesellschaft.
1909 heiratete er Laetitia de Grada, die er auch oft porträtierte. Zwischen 1911 und 1915 war er zunächst als Volontär, ab 1913 als „Königlicher Hofopernsänger“ auf Münchner Bühnen zu sehen, bevor er sich ausschließlich der Malerei zuwandte.
Auf der Münchner Glaspalast-Ausstellung stellte er von 1921 bis 1924 sowie 1928 aus. Gerade in den ersten Jahren zeigte er ausschließlich Porträts. Zwischen 1926 und 1934 zeigte er in Paris Werke im Salon des Artistes Français.
Barrenscheens Stil war altmeisterlich, weswegen er auch nach der Machtergreifung der Nationalsozialisten 1933 ohne Einschränkungen weiter arbeiten und ausstellen konnte. Auf der Großen Deutschen Kunstausstellung war Barrenscheen nur 1937 mit zwei Bildnissen vertreten; sie zeigten Hitler sowie den sogenannten Reichsstatthalter General von Epp.
Seine einzigen Einzelausstellungen fanden 1923 in München in der Galerie Paulus sowie 1928 im Kunsthaus Brakl statt sowie 1954 in der Kunststube Benedetti in Küsnacht.